# Pilea microphylla
Pilea microphylla conocida como frescura, lloviznita, señorita o también erróneamente conocida como 'Helecho arroz', es una planta anual originaria de Florida, México, las Indias Occidentales y América Central y del Sur tropical. En la parte sur de México, específicamente Campeche y Mérida, el nombre local es tallo de rino. La planta pertenece a la familia Urticaceae. Tiene tallos de color verde claro, casi suculentos, y pequeñas hojas. No está relacionado con los helechos. Se cultiva como planta ornamental en muchas áreas.

## Especie invasiva
P. microphylla ha sido introducida en varias regiones tropicales y subtropicales del mundo. Está considerada como especie invasiva en muchos países del mundo.

## Sinonimia
- Pilea microphylla var. trianthemoides es un sinónimo de Pilea trianthemoides.